# Bij i wiej
Bij i wiej (ang. Hit and Run) – amerykańska komedia sensacyjna z 2012 roku w reżyserii Davida Palmera i Daxa Sheparda. Wyprodukowany przez Open Road Films.

## Opis fabuły
Objęty programem ochrony świadków Charlie (Dax Shepard) i jego piękna dziewczyna Annie (Kristen Bell) chcą zacząć nowe życie w Los Angeles. Śladem zakochanych podążają jednak byli wspólnicy Charliego oraz agent rządowy Randy (Tom Arnold).

## Obsada
- Dax Shepard jako Charlie Bronson/Yul Perkins
- Kristen Bell jako Annie Bean
- Kristin Chenoweth jako Debby Kreeger
- Tom Arnold jako agent rządowy Randy Anderson
- Bradley Cooper jako Alex Dimitri
- Jess Rowland jako Terry
- Ryan Hansen jako Alan
- Beau Bridges jako Clint Perkins
- Michael Rosenbaum jako Gil Rathbinn

i inni